# Zero Gravity (Kate Miller-Heidke-dal)
A Zero Gravity (magyarul: Nulla gravitáció) Kate Miller-Heidke ausztrál énekesnő dala, amellyel Ausztráliát képviselte a 2019-es Eurovíziós Dalfesztiválon, Tel-Avivban. A dal az első ausztrál Euroviziós nemzeti döntőn nyerte el az indulás jogát.

## Háttér
A Zero Gravity egy pop-opera dal. Az előadó a fia világra hozatala után érzett szülés utáni depresszió hatására írta. A „nulla gravitáció”-ként írta le azt az érzés amit a depressziója legyőzése után érzett.

## Eurovíziós Dalfesztivál
A dal a 2019. február 9-én rendezett ausztrál nemzeti döntőben, az Eurovision: Australia Decides című műsorban nyerte el az indulás jogát, ahol a zsűri és a nézői szavazatok együttese alakította ki a végeredményt. Ez volt az első alkalom, hogy a szigetország televíziós válogatóműsor segítségével választotta ki indulóját, hiszen az előző években az ausztrál közszolgálati média, a SBS belső döntés nyomán nevezte meg az előadót és a versenydalt.
A dalt az Eurovíziós Dalfesztiválon először a május 14-i első elődöntőben adták elő, a fellépési sorrendben tizenkettedikként, a grúz Oto Nemsadze Keep on Going című dala után, és az izlandi Hatari együttes Hatrið mun sigra című dala előtt. Innen 261 ponttal az első helyen jutott tovább a döntőbe.
A május 18-i döntőben a fellépési sorrendben huszonötödikként adták elő, a svájci Luca Hänni She Got Me című dala után és a spanyol Miki La venda című dala előtt. A szavazás során összesen 284 pontot szerzett, két ország (Lengyelország, Románia) zsűrijétől begyűjtve a maximális 12 pontot. Ez a kilencedik helyet jelentette a huszonhat fős mezőnyben.

## Slágerlistás helyezések
| Slágerlista (2019)                        | Legjobb helyezés |
| ----------------------------------------- | ---------------- |
| Ausztrália (ARIA)                         | 24.              |
| Skócia (Scottish Singles Top 40)          | 62.              |
| Svédorszég (Sverigetopplistan Heatseeker) | 2.               |
| Egyesült Királyság (UK Download Chart)    | 57.              |

## Külső hivatkozások
- Dalszöveg (angol nyelven)
- A dal előadása az ausztrál nemzeti döntőben. YouTube-videó, Eurovision Song Contest, 2019. február 9.
- A dal előadása az Eurovíziós Dalfesztivál első elődöntőjében. YouTube-videó, Eurovision Song Contest, 2019. május 14.
- A dal előadása az Eurovíziós Dalfesztivál döntőjében. YouTube-videó, Eurovision Song Contest, 2019. május 18.